# Синяк (Бучанський район)
Синя́к — село в Україні, Бучанського району Київської області. Населення становить 774 осіб. Входить до складу Бучанської міської громади.

## Економіка
У селі розташована фабрика ПП "Альянс краси" — виробник косметичної продукції. На фабриці працює близько 300 робітників. Фабрика була збудована у 2007 році.

## Галерея

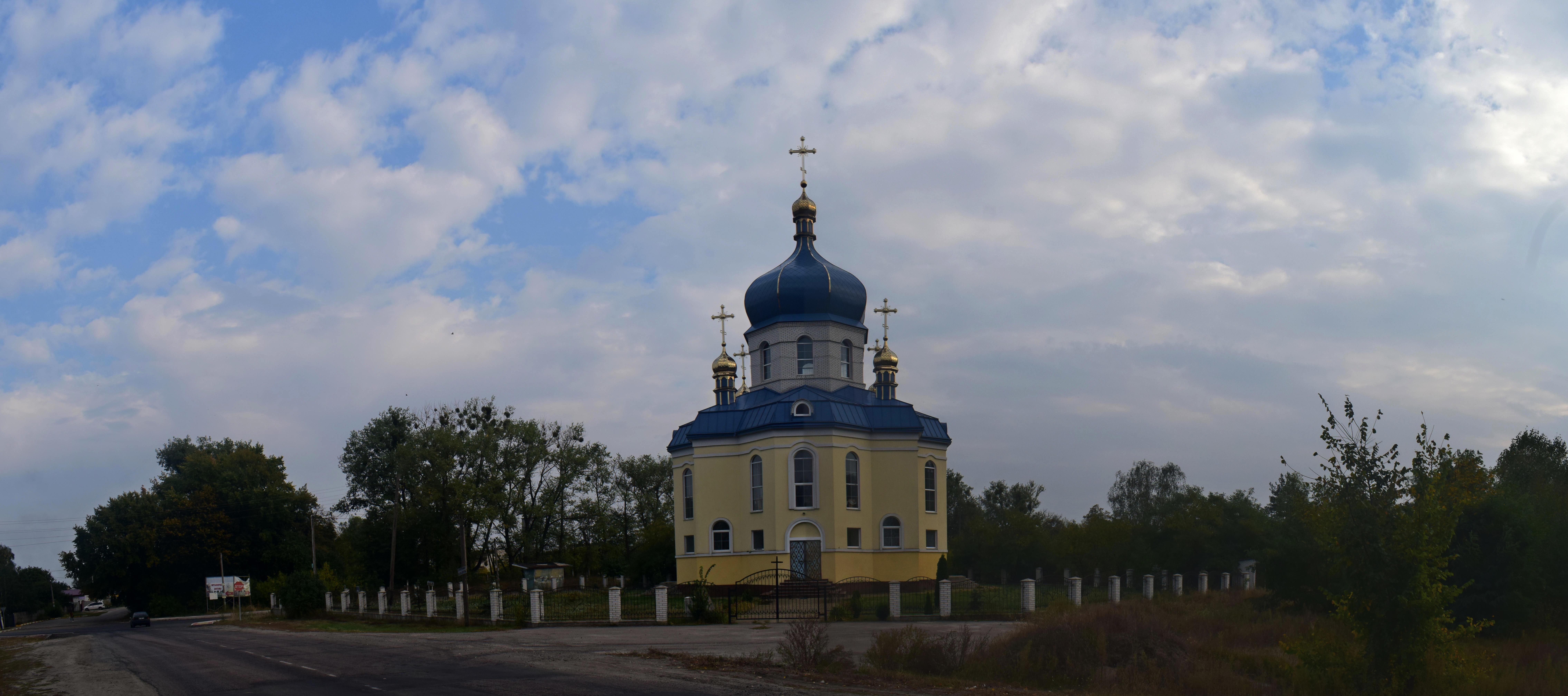
Храм Покрови Божої Матері
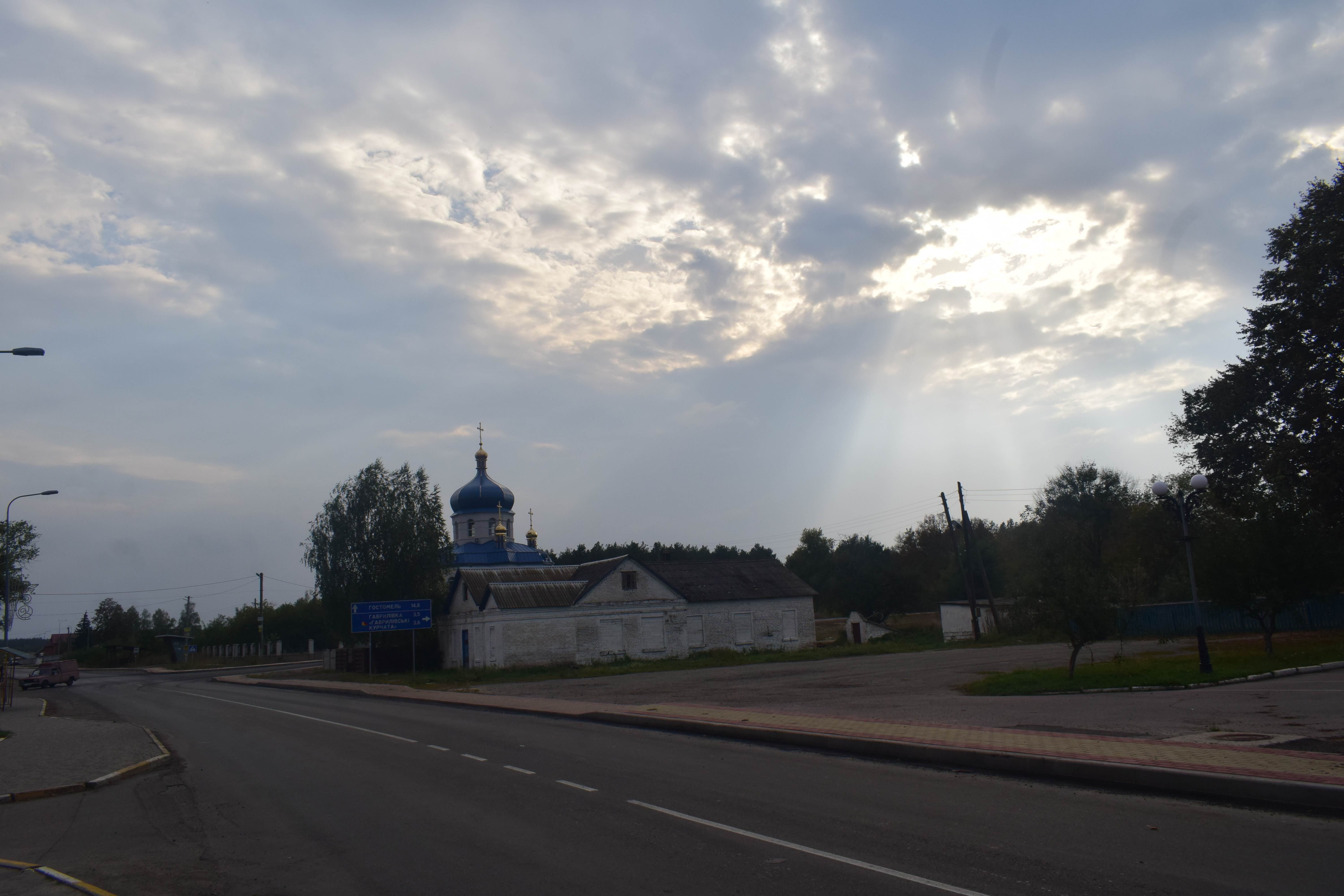
Центральний майдан
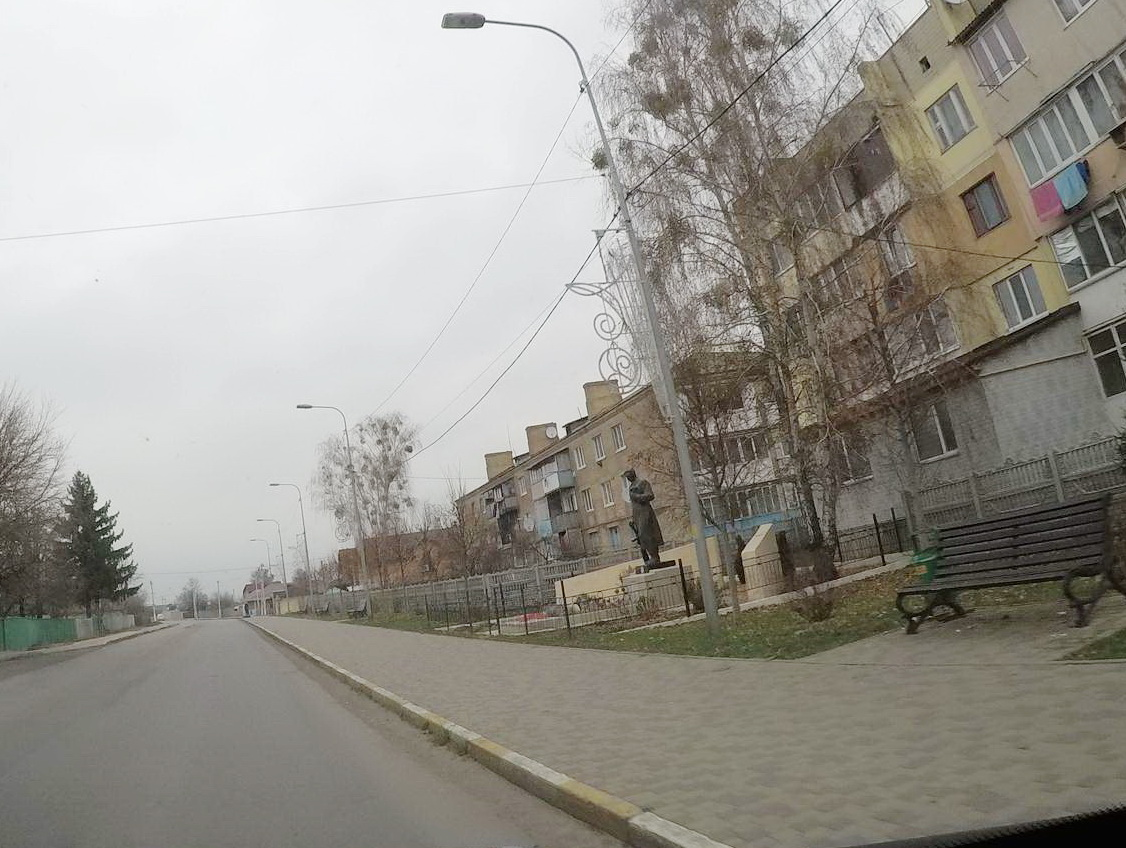
вул. Київська
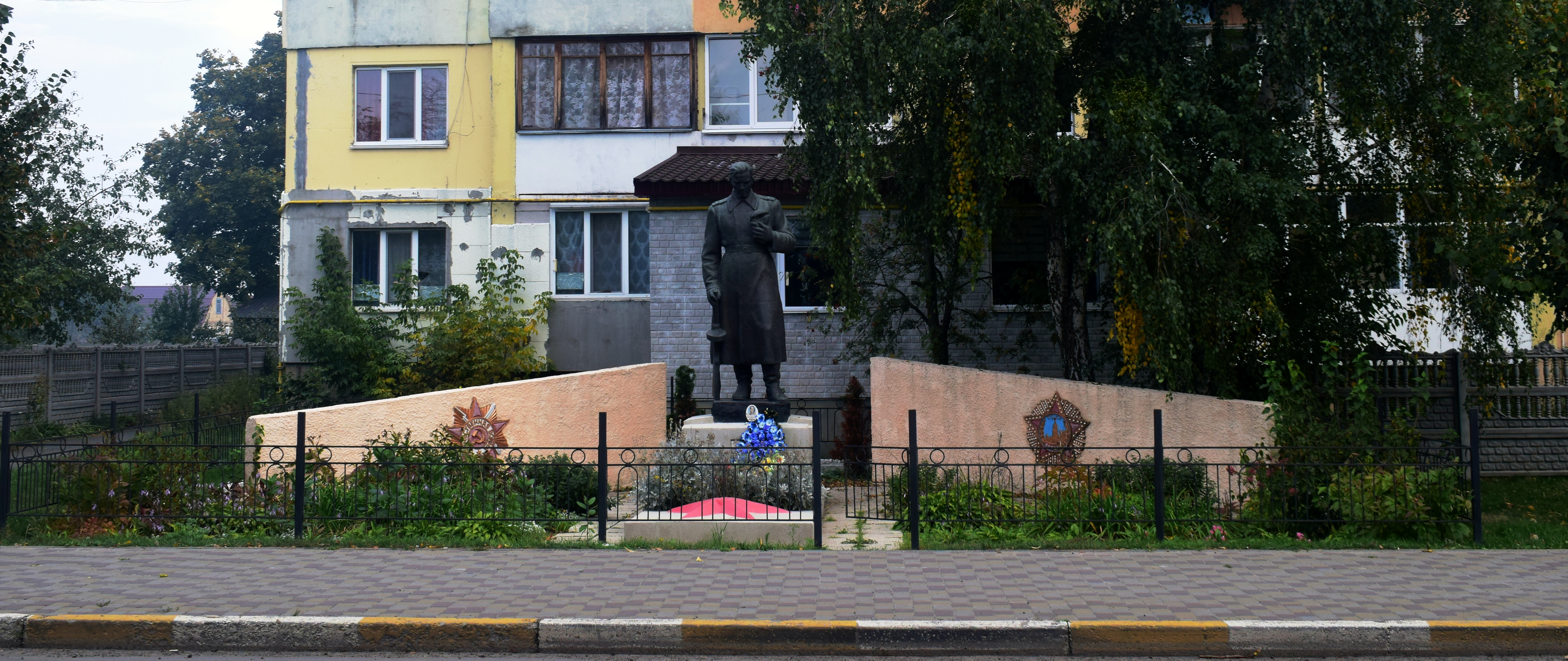
Братська могила радянських воїнів
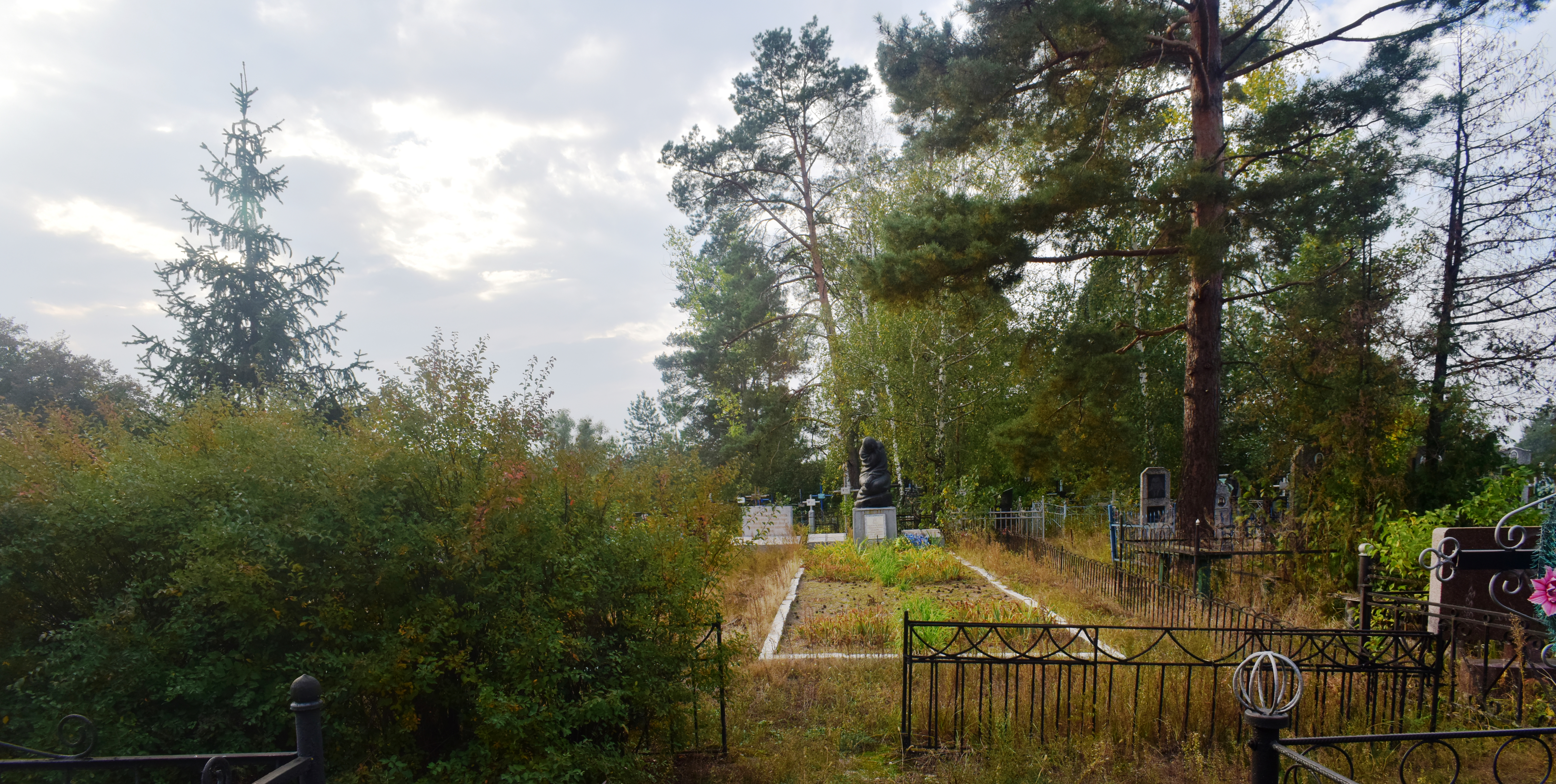
Братська могила радянських воїнів і пам'ятник воїнам-односельцям